# Міста Узбекистану
Нижче наведений список усіх міст Узбекистану.

## А
- Аккурган
- Акташ
- Алмалик
- Алат
- Ангрен
- Андижан
- Асака
- Ахангаран

## Б
- Байсун
- Бахт
- Бекабад
- Бешарик
- Бешкент
- Біруні
- Бука
- Булунгур
- Бустан
- Бухара

## В—Ґ
- Вабкент
- Гагарін
- Газалкент
- Галляарал
- Гіждуван
- Гузар
- Ґазлі
- Ґалаасія
- Ґулістан

## Д
- Даштабад
- Денау
- Джалакудук
- Джамбай
- Джаркурган
- Джиззак
- Джума
- Дустабад
- Дустлік

## Е—Й
- Зарафшан
- Іштихан

## К
- Каган
- Камаші
- Каракуль
- Карасув
- Караулбазар
- Карші
- Касан
- Касансай
- Каттакурган
- Келес
- Кизилтепа
- Кітаб
- Коканд
- Кува
- Кувасай
- Кумкурган
- Кунград
- Кургантепа

## Л—М
- Мангіт
- Маргілан
- Мархамат
- Мубарек
- Муйнак

## Н—О
- Навої
- Наманган
- Нукус
- Нурабад
- Нурата
- Нурафшан

## П
- Пайарик
- Пайтуг
- Пап
- Паркент
- Пахтаабад
- Пахтакор
- Пітнак
- Пскент

## Р—С
- Ріштан
- Ромітан
- Самарканд
- Сирдар'я

## Т
- Талімарджан
- Тахіаташ
- Ташкент
- Термез
- Тінчлік
- Туракурган
- Турткуль

## У—Ф
- Ургенч
- Ургут
- Учкудук
- Учкурган
- Фергана

## Х
- Халкабад
- Хаккулабад
- Ханабад
- Хіва
- Ходжаабад
- Ходжейлі

## Ц— Ч
- Чартак
- Челек
- Чимбай
- Чиназ
- Чиракчі
- Чирчик
- Чуст

## Ш
- Шафіркан
- Шахрихан
- Шахрисабз
- Шаргунь
- Шерабад
- Ширін
- Шуманай
- Шурчі

## Щ—Я
- Яйпан
- Яккабаг
- Янгіабад
- Янгієр
- Янгі-Нішан
- Янгірабад
- Янгіюль